# Priyanka Chopra
Priyanka Chopra Jonas (Jamshedpur, 18 juli 1982) is een Indiase actrice en zangeres, die doorbrak na het winnen van de Miss Worldverkiezingen in 2000.
Het jaar ervoor was haar landgenote Yukta Mookhey al Miss World geworden.
In december 2018 trouwde ze met Nick Jonas in een traditionele hindu-ceremonie. Het stel verwelkomde hun dochter Malti Marie op januari 2022.

## Filmografie
- Heads of State (2025)
- Love Again (2023)
- The Matrix Resurrections (2021)
- The white tiger (2021)
- We can be heroes (2020)
- The Sky Is Pink (2019)
- Isn't It Romantic (2019)
- A Kid Like Jake (2018)
- Baywatch (2017)
- Quantico (2015-2018)
- Bajirao Mastani (2015)
- Dil Dhadakne Do (2015)
- Mary Kom (2014)
- Gunday (2014)
- Goliyon Ki Raasleela Ram-Leela (2013), gastoptreden
- Krrish 3 (2013)
- Zanjeer (2013)
- Planes (2013)
- Bombay Talkies (2013), gastoptreden
- Shootout at Wadala (2013), gastoptreden
- Deewana Main Deewana (2013)
- Barfi! (2012)
- Teri Meri Kahaani (2012)
- Agneepath (2012)
- Don 2 (2011)
- 7 Khoon Maaf (2011)
- Jaane Kahan Se Aayi Hai (2010)
- Anjaana Anjaani (2010)
- Pyaar Impossible (2010)
- What's your Raashee (2009)
- Kaminey (2009)
- Billu (2009), gastoptreden
- Dostana (2008)
- Fashion (2008)
- Drona (2008)
- Chamku (2008)
- Love Story 2050 (2008)
- God Tussi Great Ho (2008)
- My name is Anthony Gonsalves (2008), gastoptreden
- Big Brother. (2007)
- Salaam E Ishq: A Tribute to Love (2007)
- Ek Haseena Ek Deewana (2006)
- Aap Ki Khatir (2006)
- Don (2006), Roma
- Krrish (2006), als Priya (journalist)
- Alag: He is different... He is alone... (2006), gastoptreden
- Taxi No. 9 2 11 (2006), gastoptreden
- 36 China Town (2006), gastoptreden
- Bluff Master (2006), als Simmi
- Barsaat (2006)
- Yakeen (2006), als Samar
- Waqt: The Race Against Time (2005), als Pooja Mitali
- Karam (2005), als Shalini
- Blackmail (2005), als Mrs. Rathod
- Aitraaz (2004), als Mrs. Sonia Roy
- Mujhse Shaadi Karogi (2004), als Rani Singh
- Asambhav (2004), als Alisha
- Kismat (2004), als Sapna Gosai
- Plan (2004), als Priti
- Andaaz (2003), als Jiya
- The Hero: Love Story of a Spy (2003), als Shaheen Zakaria
- Thamizhan (2002, Tamilfilm; Hindititel: Jeet), als Priya

## Prijzen
- 2000 - Winnares 'Miss India'- & 'Miss World'-verkiezingen
- 2003 - Filmfare Sensational Debut Award, Andaaz (gedeelde prijs met Lara Dutta)
- 2004 - Filmfare Best Villain Award, Aitraaz